# Reiki Kushida
Reiki Kushida (串田麗樹, Kushida Reiki) est une astronome japonaise ayant codécouvert l'astéroïde (4875) Ingalls.
Elle a également découvert au moins quatorze supernovas dans d'autres galaxies.
L'astéroïde (5239) Reiki porte son nom. Elle est l'épouse de Yoshio Kushida.